# 빅토르 발크

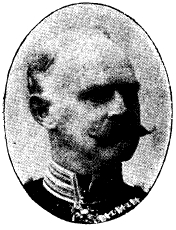
빅토르 발크

빅토르 구스타프 발크(스웨덴어: Viktor Gustaf Balck, 1844년 4월 25일 ~ 1928년 5월 31일)는 스웨덴의 장교이자 국제 올림픽 위원회의 창립 위원이다. "스웨덴 스포츠의 아버지"라고도 불린다.
발크는 스웨덴의 칼스크로나(Karlskrona)에서 태어났으며, 젊은 시절에 선원이었다. 1861년 스톡홀름의 칼버그(Karlberg)에 있는 스웨덴 군사 학교 (Swedish War Academy)에 스웨덴 해군 사관 생도로 합류했다. 얼마 후 스웨덴 육군 생도가 되기 위해 트랙을 전환하고 펜싱과 체조에 적극적으로 참여했다. 그는 Karlberg에서 보조 체조 강사로 잠시 머물렀다. 1866년 Närke 연대의 소위로 위촉 받았다. 그는 1875년에 중위로, 그리고 1884년에 대위로 승진했다.
그러나 발크의 군 경력은 거의 전적으로 체조 및 스포츠에 집중되었다. 그는 1868년부터 1870년까지 Karlberg의 조교였으며, 1870-1872년 Strömsholm에 있는 스웨덴의 기병대 승마 학교의 체조 교사였다. 그는 1885년에 스웨덴 중앙 체조 연구소에서 군대 체조 및 검술의 강사가 되었고, 1887-1909년에 수석강사였고 1907-1909년에 연구소의 감독이었다. 그는 1894년 소령으로, 1900년 중령으로, 1904년 대령으로 승진했다. 1909년에 전역했고 1914년에 명예 장군 칭호를 받았다.